# Hrvatini
Hrvatini (italijansko Crevatini) so razpotegnjeno obmejno naselje v Slovenski Istri, ki upravno spada pod Mestno občino Koper.
Naselje z 1.300 prebivalci na Miljskem hribu oz. polotoku, z gručastimi zaselki je geografsko najbližje Ankaranu. Hrvatini leži ob meji z Italijo, v skrajnem severozahodnem "kotu" Mestne občine Koper, saj so z juga in zahoda obkroženi z Občino Ankaran.  
Naselje se nahaja na območju, kjer avtohtono živijo pripadniki italijanske narodne skupnosti in kjer je poleg slovenščine uradni jezik tudi italijanščina. Z južnega dela polotoka je zelo lep razgled na celotni Koprski zaliv, s severa pa na Trst in okolico. 
Zaselki Sodniki, Božiči in Fajti na slemenu ter Brageti, Norbedi in Noveli na južnem pobočju se postopno zraščajo v enotno naselje. 
Veliko prebivalcev je priseljenih, še vedno pa v naselju živijo nekateri pripadniki italijanske skupnosti. Lokalni prebivalci so zaposleni predvsem v Kopru, veliko prebivalcev se dodatno ukvarja s vinogradništvom in oljkarstvom. 
Zaradi nove meje se je leta 1954 večina prvotnih prebivalcev izselila v Italijo. 
V centru naselja se nahaja trgovina, bar, frizer, ribarnica ter krajevna skupnost, gasilski in kulturni dom, kjer se letno dogaja kar veliko prireditev, italijanska in slovenska osnovna šola in vrtec.